# Josephine Alhanko
Josephine Alhanko (Stoccolma, 24 aprile 1981) è un'attrice e modella svedese, vincitrice del titolo di Miss Svezia 2006.
È nipote della ballerina Anneli Alhanko.

## Carriera
Alhanko è stata la ventottesima rappresentante della Svezia a giungere sino alle semifinali del concorso di bellezza internazionale Miss Universo 2006, svolto il 23 luglio a Los Angeles, in California. È inoltre la prima Miss Svezia ad ottenere un piazzamento, cosa che all'epoca non avveniva da nove anni, record negativo per la nazione.
Josephine Alhanko ha due lauree magistrali ed ha studiato come attrice e storica dell'arte. Ha recitato in varie produzioni televisive, film e rappresentazioni teatrali. È stata inoltre una studentessa del National Ballet School britannico nel 1997.
Attualmente interpreta l'androide Flash nella serie televisiva svedese di fantascienza Real Humans (titolo in svedese: Äkta människor), iniziata nel 2012, la cui seconda stagione ha avuto inizio con la trasmissione del primo episodio il 1º dicembre 2013 alla televisione svedese.

## Filmografia

### Cinema
- Första intrycket, regia di Richard Jarnhed - cortometraggio (2004)

### Televisione
- Dieselråttor och sjömansmöss – serie TV, 19 episodi (2002)

- Världarnas bok – serie TV, 4 episodi (2006)
- Irene Huss – serie TV, episodio 2x06 (2011)
- Maria Wern – serie TV, episodio 4x04 (2013)
- Real Humans (Äkta människor) – serie TV, 20 episodi (2012-2014)